# José López Portillo, Ocozocoautla de Espinosa
José López Portillo är en ort i Mexiko.   Den ligger i kommunen Ocozocoautla de Espinosa och delstaten Chiapas, i den sydöstra delen av landet, 700 km öster om huvudstaden Mexico City. José López Portillo ligger 561 meter över havet och antalet invånare är 242.
Terrängen runt José López Portillo är varierad. Runt José López Portillo är det ganska glesbefolkat, med 40 invånare per kvadratkilometer. Närmaste större samhälle är Raudales Malpaso, 19,4 km nordväst om José López Portillo. Omgivningarna runt José López Portillo är en mosaik av jordbruksmark och naturlig växtlighet.